# IXe législature de la Chambre des députés (Tunisie)
IXe législature
VIIIe CdD Xe CdD
Palais du Bardo
La IXe législature de la Chambre tunisienne des députés est une législature ouverte le 9 avril 1994 et close le 15 novembre 1999. 

## Composition
La Chambre des députés compte 163 sièges.

### Groupes politiques
| Rassemblement constitutionnel démocratique (RCD) | 144 |
| Mouvement des démocrates socialistes (MDS)       | 10  |
| Mouvement Ettajdid                               | 4   |
| Union démocratique unioniste (UDU)               | 3   |
| Parti de l'unité populaire (PUP)                 | 2   |
| Sources : Assemblée des représentants du peuple  |     |

### Bureau

#### 1994
- Habib Boularès, président
- Mondher Zenaidi, premier vice-président
- Faïza Kefi, deuxième vice-présidente

#### 1994-1995
- Habib Boularès, président
- Mohamed Hédi Khelil, premier vice-président
- Faïza Kefi, deuxième vice-présidente

#### 1995-1996
- Habib Boularès, président
- Mohamed Hédi Khelil, premier vice-président
- Chedlia Boukhchina, deuxième vice-présidente

#### 1996-1997
- Habib Boularès, président
- Mohamed Hédi Khelil, premier vice-président
- Chedlia Boukhchina, deuxième vice-présidente

#### 1997-1998
- Fouad Mebazaa, président
- Mohamed Hédi Khelil, premier vice-président
- Chedlia Boukhchina, deuxième vice-présidente

#### 1998-1999
- Fouad Mebazaa, président

## Gouvernement
- Gouvernement Karoui